# Mirabel (Québec)
Pour les articles homonymes, voir Mirabel.
Mirabel est une ville canadienne du Québec située dans la région des Laurentides, située à environ 57 km au nord-ouest de Montréal. Exerçant certaines compétences de MRC, elle est l'une des municipalités les plus vastes du sud du Québec.

## Toponymie
L'origine du toponyme « Mirabel » est toujours discutée.
« Mirabel » pourrait être un toponyme occitan qui se décompose en deux éléments : mira « regarde » et bèl, bèu « [ce qui est] beau ». Il existe aussi une variante Mirabeau. Ces toponymes occitans correspondraient alors aux noms de lieux français Mirbel, Mirebel, Mirebeau.
Pour sa part, l'administration municipale de Mirabel retient que vers les années 1870, on aurait recommandé aux agriculteurs de la région de choisir un nom pour identifier leur ferme de manière à faciliter la livraison du courrier. En conséquence, un major écossais ayant deux filles, Myriam et Isabelle, choisit le nom de Mirabel pour sa ferme. Ensuite, en 1886, le gouvernement fédéral a confié au Canadien Pacifique le transport du courrier puis, peu de temps après, il a ouvert un bureau de poste à l'angle de la côte Saint-Louis et du rang Saint-Hyacinthe. Le courrier y était acheminé par la gare de Saint-Hermas, située sur le rang Saint-Hyacinthe. Le bureau de poste aurait alors reçu le nom officiel de Mirabel. Une voie d'évitement portait également le nom de Mirabel.

## Histoire
L'aéroport international Montréal-Mirabel fut destiné aux passagers jusqu'en novembre 2004. Dorénavant, il se consacre au fret.

### Chronologie municipale
Le 1er janvier 1971, la ville de Sainte-Scholastique est créée par la scission d'une partie de la ville de Sainte-Thérèse-Ouest et la fusion des treize municipalités suivantes :
- Paroisse de Saint-Augustin ;
- Village de Saint-Augustin ;
- Paroisse de Saint-Benoît ;
- Village de Saint-Benoît ;
- Paroisse de Saint-Canut ;
- Paroisse de Saint-Antoine-des-Laurentides ;
- Paroisse de Saint-Hermas ;
- Paroisse de Saint-Janvier-de-Blainville, nommée en l'honneur de Janvier-Domptail Lacroix, coseigneur de Blainville[6] ;
- Municipalité de Saint-Janvier-de-Lacroix, nommée en l'honneur de Janvier-Domptail Lacroix, coseigneur de Blainville[6] ;
- Paroisse de Saint-Jérusalem-d'Argenteuil ;
- Paroisse de Sainte-Monique ;
- Paroisse de Sainte-Scholastique ;
- Village de Sainte-Scholastique[7].

Le 27 janvier 1973, la ville de Sainte-Scholastique change son nom pour celui de Mirabel.

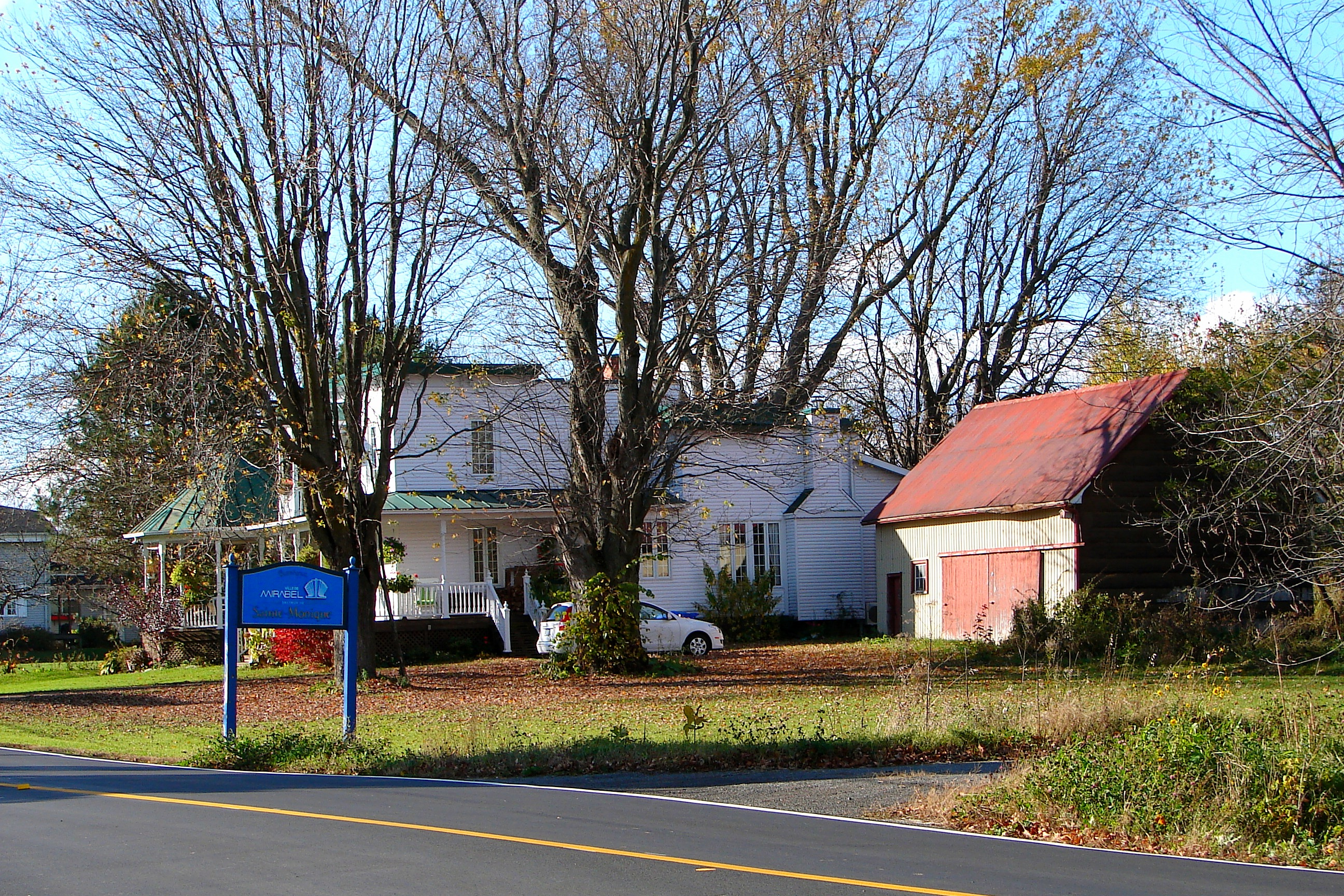
Sainte-Monique.
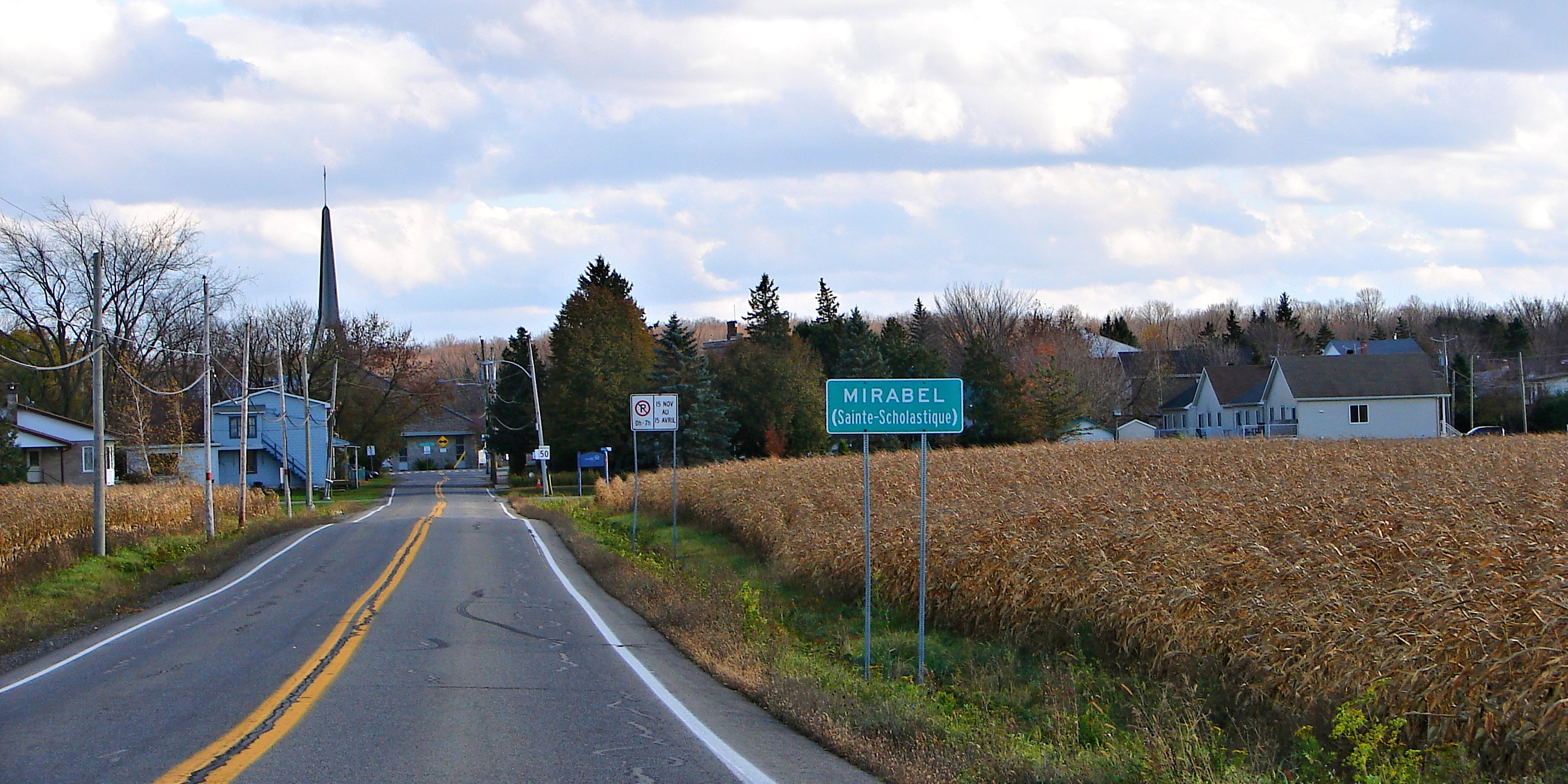
Sainte-Scholastique.
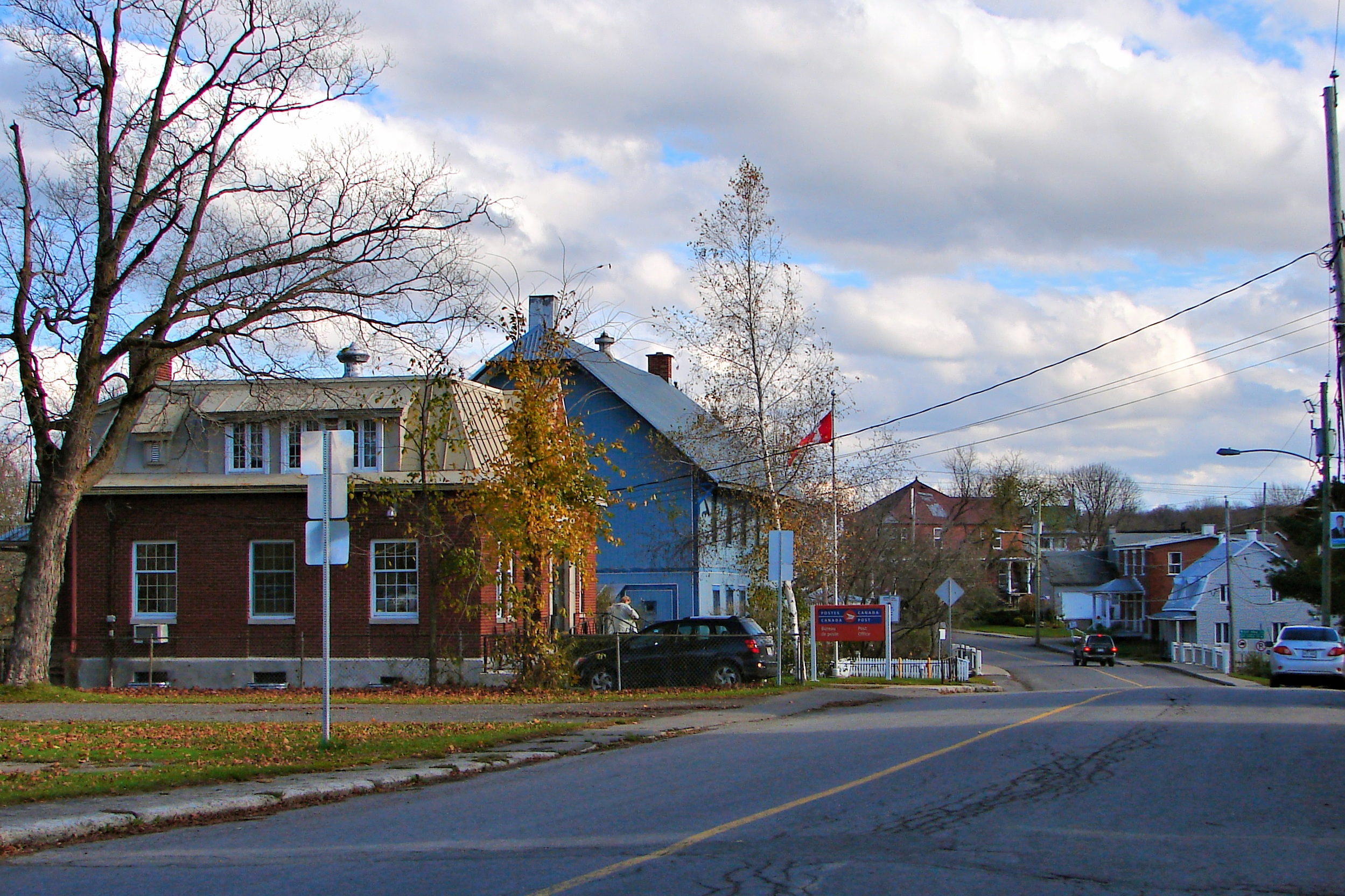
Sainte-Scholastique.

## Géographie
Avec une superficie totale de 486,06 km2, Mirabel est la plus vaste municipalité de la région métropolitaine de Montréal. Cette particularité, due à la fusion de plusieurs municipalités dans les années 1970 lors de la construction du monumental aéroport international Montréal-Mirabel, explique d'un point de vue urbanistique l'ensemble hétéroclite que forme Mirabel. Fortement agricole, la population de la ville est répartie dans différents noyaux villageois. Par ailleurs, l'aire urbaine de plusieurs municipalités limitrophes débordent sur son territoire.
La ville est délimitée approximativement par la rivière du Nord (au nord), différents chemins et propriétés agricoles (à l'ouest et au sud), l'autoroute des Laurentides (à l'est) et l’agglomération urbaine de Saint-Jérôme (au nord-est). Son territoire est quadrillé de rangs et de chemins. Elle est traversée du nord au sud par la route Arthur-Sauvé (route 148), le boulevard Curé-Labelle (route 117) et l'autoroute des Laurentides. D'est en ouest, l'autoroute 50 est l'artère principale.
En raison de sa vocation agricole très importante, Mirabel est traversée par des dizaines de petits cours d'eau. On y retrouve entre autres la rivière du Chêne. Mirabel comporte également quelques forêts et boisés, dont deux grands parcs publics : le parc régional du Bois de Belle-Rivière et le parc du Domaine-Vert. Son relief est plutôt plat, oscillant autour d'une cinquantaine de mètres et ne dépassant rarement les 80 mètres. Au sud-ouest, dans les collines d'Oka dans le secteur de Saint-Benoît, Mirabel atteint une altitude maximale de 150 mètres.

### Secteurs et villages
Le territoire de Mirabel ayant été constitué à partir de nombreuses municipalités, la Ville identifie notamment les secteurs suivants :
- Saint-Antoine-des-Laurentides (partie sud)
- Mirabel-en-Haut
- Saint-Canut
- Saint-Hermas
- Saint-Janvier
- Saint-Jérusalem
- Sainte-Monique
- Domaine-Vert
- Petit-Saint-Charles
- Saint-Augustin
- Saint-Benoît
- Sainte-Scholastique

## Démographie
| 1981   | 1986   | 1991   | 1996   | 2001   | 2006   | 2011   | 2016   | 2021   |
| ------ | ------ | ------ | ------ | ------ | ------ | ------ | ------ | ------ |
| 14 080 | 13 875 | 17 971 | 22 626 | 27 315 | 34 626 | 41 957 | 50 513 | 61 108 |

### Conséquence
Avec le développement de nouveaux quartiers, Mirabel fait face à des problèmes de circulation. D'ici 2026, on comptera près 2 000 voitures à l'heure sur l'autoroute 15 dans le secteur de la ville.

## Administration
Au niveau fédéral, la ville de Mirabel fait partie de la circonscription fédérale de Mirabel. Son député à la Chambre des communes est Jean-Denis Garon du Bloc québécois. La municipalité fait aussi partie de la division sénatoriale de Mille-Isles. Son sénateur est Claude Carignan du Parti conservateur du Canada.
Au niveau provincial, la majeure partie du territoire de Mirabel fait partie de la circonscription provinciale de Mirabel. Sa députée à l'Assemblée nationale est Sylvie D'Amours de la Coalition avenir Québec. Cependant, la partie de la municipalité située à l'est de l'autoroute 15 fait partie de la circonscription de Les Plaines. Elle est représentée par Lucie Lecours, aussi de la Coalition avenir Québec.

### Conseil municipal
| District électoral | Conseiller         | Parti                     |
| ------------------ | ------------------ | ------------------------- |
| Mairie             | Jean Bouchard      | Action Mirabel            |
| District 1         | Michel Lauzon      | Action Mirabel            |
| District 2         | Guylaine Coursol   | Action Mirabel            |
| District 3         | Robert Charron     | Action Mirabel            |
| District 4         | François Bélanger  | Action Mirabel            |
| District 5         | Roxanne Therien    | Action Mirabel            |
| District 6         | Francine Charles   | Action Mirabel            |
| District 7         | Émilie Derganc     | Mouvement citoyen Mirabel |
| District 8         | Isabelle Gauthier  | Action Mirabel            |
| District 9         | Marc Laurin        | Action Mirabel            |
| District 10        | Catherine Maréchal | Mouvement citoyen Mirabel |

### Mairie
| Mirabel Maires depuis 2003                                                                                            |                     |         |          |
| Élection | Maire               | Qualité | Résultat |
| 2002 | Hubert Meilleur     |         | Voir     |
| 2005 | Hubert Meilleur     | Voir    |          |
| 2009 | Hubert Meilleur     | Voir    |          |
| 2013 | Jean Bouchard       |         | Voir     |
| 2017 | Jean Bouchard       | Voir    |          |
| 2021 | Patrick Charbonneau |         | Voir     |
| Élection partielle en italique Depuis 2005, les élections sont simultanées dans toutes les municipalités québécoises. |                     |         |          |

## Transport

### Routier
La célèbre route 117 (boulevard du Curé-Labelle), qui la traverse, comme le reste des Laurentides, fut le seul accès routier pour aller à Montréal pendant de nombreuses années. Ce n'est qu'en 1959 que le tronçon de l'autoroute 15 (Sainte-Rose à Saint-Jérôme) ouvrira afin diminuer le trafic sur la route 117. Avec l'inauguration de l'aéroport international Montréal-Mirabel en 1975, on inaugure une nouvelle autoroute, l'autoroute 50, afin de desservir l'aéroport. La ville possède trois routes provinciales soit les routes 117, 148 et 158.

### Ferroviaire
Le projet d'une gare a été proposé dans années 2000 par l'Agence métropolitaine de transport (AMT) lors du prolongement de la ligne Blainville jusqu'à Saint-Jérôme, mais ne fut alors pas concrétisé. En 2013, le projet refait surface mais finit par être reporté à cause de l'emplacement désiré qui divise en deux camps avec, d'un côté, la mairie et les promoteurs immobiliers et, de l'autre, l'Union des producteurs agricoles et la députée de l'époque, Denise Beaudoin. En automne 2015, on relance le projet, qui progresse l'année suivante, jusqu'à ce qu'une gare avec 800 stationnements soit mise en service dans le secteur Saint-Janvier.
La construction de la gare débute en automne 2019 et sera mise en service le 4 janvier 2021.
Un autre projet ferroviaire est celui du Réseau électrique métropolitain un projet à l'origine d'une étude de SNC-Lavalin de 1995 pour rejoindre les aéroports Dorval et Mirabel par la ligne Deux-Montagnes. Depuis la fermeture de l'aéroport de Mirabel, le secteur est devenu un pôle économique de la ville.

### Aviation
L'aéroport international Montréal-Mirabel est construit à l'initiative du premier ministre Pierre Elliott Trudeau en raison de l'important trafic aérien sous le modèle de Paris, ce qui cause des expropriations donc des terres agricoles. L'aéroport est mis en service en 1975 et le service international régulier de passagers arrête en 2004. Entre 2008 et 2018, le trafic aérien de l'aéroport a plus que triplé, dû au fait que les vols cargo sont de plus en plus nombreux. L'aéroport de Mirabel est utilisé, en outre, pour des vols passagers privés, des vols d'hélicoptère, des vols vers l'extérieur du Québec pour transporter les employés de plusieurs compagnies, ainsi que pour certains avions de services médicaux. Une augmentation des écoles de pilotage dans le secteur, ainsi que les vols pour tester les appareils des compagnies aéronautiques installées sur le site, ont également contribué à la nette recrudescence du trafic aérien. En 2019, on annoncera que la tour de contrôle originale de l'aéroport de Mirabel sera restaurée et utilisée par des contrôleurs aériens nouvellement formés à cet effet.

## Éducation
La Commission scolaire de la Seigneurie-des-Mille-Îles (CSSMI) administre les établissements scolaires qui desservent les secteurs Saint-Augustin, Saint-Benoît, Sainte-Scholastique et une partie des deux secteurs Domaine-Vert :
- École primaire de la Clé-des-Champs[29]
- École primaire des Blés-Dorés[30]
- École primaire Girouard[31]
- École primaire Prés fleuris[32]
- École primaire Sainte-Scholastique[33]

Les écoles primaires Notre-Dame-de-l'Assomption à Blainville et Terre-Soleil à Sainte-Thérèse servent aussi à la zone CSSMI de Mirabel. Les écoles secondaires d'Oka à Oka, des Patriotes à Saint-Eustache, Henri-Dunant à Blainville, Jean-Jacques-Rousseau à Boisbriand et la Polyvalente Sainte-Thérèse servent à la zone CSSMI de Mirabel.
La Commission scolaire de la Rivière-du-Nord (CSRDN) administre les établissements scolaires qui desservent d'autres quartiers de Mirabel.
Secondaires :
- École secondaire de Mirabel (en) (ESM)

Primaires :
- École primaire à l'Unisson
- École primaire aux Quatre-Vents
- École primaire de la Croisée-des-Champs
- École primaire Mer-et-Monde
- École primaire Saint-Anne
- École primaire Saint-Hermas

La Commission scolaire Sir-Wilfrid-Laurier administre les établissements scolaires anglophones de la région de Mirabel :
Secondaires :
- École secondaire Lake of Two Mountains (en) à Deux-Montagnes (pour les quartiers du sud de Mirabel)[36],[37]
- École secondaire Laurentian Regional (en) à Lachute (pour les quartiers du nord de Mirabel)[38]
- École secondaire Rosemère (en) à Rosemère (pour les quartiers du sud-est)[39]

Primaires :
- École primaire Laurentia à Saint-Jérôme[40]
- École primaire Mountainview et école primaire Saint Jude à Deux-Montagnes[41],[42]
- École primaire Pierre-Elliott-Trudeau à Blainville[43]

## Sport
En 2023, la ville inaugure un tout nouveau complexe aquatique nommé « Centre aquatique de Mirabel » dans le secteur de Saint-Augustin. Pouvant accueillir jusqu’à 700 baigneurs, la nouvelle installation évaluée à 37,78 millions de dollars offre à la population un bassin de nage compétitif de 25 mètres et 10 corridors, un bassin de nage récréatif, une pataugeoire, des jeux d’eau et une glissade.

## Culture
La ville possède sept bibliothèques dans les secteurs suivants : Saint-Janvier, Saint-Augustin, Saint-Canut, Domaine-Vert-Nord, Saint-Benoît, Saint-Hermas et Sainte-Scholastique et 3 centres culturels, dont celui du Domaine-Vert-Nord inauguré en 2017 et comportant un toit vert. En 2008, l'artiste Suzanne FerlandL inaugure Sentier Art3, une parcours d'œuvres intégrées à l'environnement au Parc régional du Bois-de-Belle-Rivière. La municipalité n'a pas de politique culturelle.

## Personnalités liées
- Henri-Marc Ami (en), archéologue
- Denise Beaudoin, femme politique
- Charles Beautron Major, homme politique
- Aurélien Bélanger, homme politique
- Gaston Binette, homme politique
- Étienne Chartier, patriote
- Jean-Olivier Chénier, patriote
- Sylvie D'Amours, femme politique
- François Desrochers, homme politique
- Jean-Baptiste Dumouchelle, patriote
- Hyacinthe-Adélard Fortier, homme politique
- Isabelle Gagné, artiste numérique
- Rémi Gaulin, évêque catholique
- Jean-Denis Garon, homme politique
- Jean-Joseph Girouard, homme politique patriote
- Joseph Girouard, homme politique
- Germaine Guèvremont, écrivaine
- Liguori Lacombe, homme politique
- Jérôme Lafond, écrivain
- Godfroy Langlois, homme politique
- Rachel Laurin, organiste
- François Leduc, homme politique
- Janine Leroux-Guillaume, artiste
- Joseph-Eugène Limoges, évêque catholique
- Charles Marcil, homme politique
- Simon Marcil, homme politique
- Luc-Hyacinthe Masson, homme politique
- Jean Prévost, homme politique
- Hélène Robert, femme politique
- Jean-Léo Rochon, homme politique
- Marc Sauvageau, slameur-poète
- Arthur Sauvé, homme politique
- Paul Sauvé, homme politique
- Janvier-Arthur Vaillancourt, banquier
- Cordélia Viau, meurtrière
- Yolande Villemaire, écrivaine

## Art public
- Sculpture (1982), René Derouin, Centre d'hébergement de Saint-Benoît (secteur Saint-Benoit)[50]
- Aménagement (1982), Alain-Marie Tremblay, Centre d'hébergement de Saint-Benoît (secteur Saint-Benoit)[50]
- Peinture (1988), Kittie Bruneau, École Prés Fleuris (secteur Saint-Augustin)[50]
- Techniques mixtes (1990), Pierre Leblanc, École Sainte-Scholastique (secteur Sainte-Scholastique)[50]
- Sculpture (1994), Indira Nair, École primaire À l'Unisson (secteur Saint-Janvier)[50]
- Sculpture (1994), Suzanne Roux, École primaire Girouard (secteur Saint-Benoit)[50]
- Aménagement (1997), Pierre Leblanc, Centre de formation du transport routier Saint-Jérôme (secteur Saint-Janvier)[50]
- Sculpture (1998), Claire Brunet, École primaire de la Clé des Champs (secteur Saint-Augustin)[50]
- Sculpture (1998), Christiane Desjardins, École primaire de la Croisée-des-Champs (secteur Saint-Janvier)[50]
- Peinture (1998), Sophie Lanctôt, École primaire de la Croisée-des-Champs (secteur Saint-Janvier)[50]
- Photographie (1997) Denis Le Bel, École primaire Sainte-Anne - Saint-Louis[50]

## Jumelage
- Châlons-en-Champagne (France) depuis le 2 juin 2000